# 堀口綾子
堀口 綾子（ほりぐち あやこ、1973年2月17日 - 1995年4月19日）は、日本のアイドルである。埼玉県出身。1993年当時の身長は161cm。

## 略歴
音楽活動に憧れて芸能界に入ったものの、初めは「堀口綾」（ほりぐち あや）の名前で、雑誌『熱烈投稿』（少年出版社）や、『スーパー写真塾』（コアマガジン）などのグラビアページや表紙などでモデルを務めていた。その後、星野貴代子とともに、染谷有紀子がリーダーを務める女性3人グループ、「みるく」の一員となって芸能活動を行った。
同グループは、芸能事務所・イエローキャブに所属するセクシー・グループで、テレビのバラエティー番組『スーパージョッキー』（日本テレビ）に、アシスタントとしてレギュラー出演するとともに、1994年（平成6年）にはCDを発売し、歌手としても活動した。
しかし、同グループは1995年（平成7年）3月を以って『スーパージョッキー』を降板、ほどなくして解散となった。関係のあった音楽家との協業や海外での音楽活動の継続の方向を探っていたが、仕事の方向性に関して事務所と衝突もあり、同年4月19日、自宅で首吊り自殺を図り命を絶った。22歳没。

## 人物
サブカル系の音楽を好み、小西康陽・電気グルーヴ・大槻ケンヂ・森若香織らに提供された曲を歌っていた細川ふみえを尊敬していたため、グラビア活動が好きでなかったにもかかわらずイエローキャブに入った。音楽活動は生きがいで、死の前にも「ロンドンでバンドをやる」夢を語っていたが、降板から解散まであまりに急激に進み、事務所の移籍を望んだものの上手く行かなかったなど芸能活動の行き詰まりが死を選んだ理由であると言われている。生前、根本敬の『幻の名盤解放同盟』などサブカルイベントに参加していた彼女を惜しみ、1995年12月18日に渋谷クラブクアトロで森若香織・大槻ケンヂ・突然段ボール等による追悼ライブが行われた。細川ふみえは自伝的小説『万華鏡』（2003年、小学館）で堀口の死について触れている。
バンド 突然段ボールの愛好家であり、ミニコミ誌を作ったこともある。